# Saint-Avé
Saint-Avé é uma comuna francesa na região administrativa da Bretanha, no departamento Morbihan. Estende-se por uma área de 26,05 km². Em 2010 a comuna tinha 12 086 habitantes (densidade: 464 hab./km²).